# Province de Junín
Pour les articles homonymes, voir Junin.
La province de Junín (en espagnol : Provincia de Junín) est l'une des huit  provinces de la région de Junín, dans le centre du Pérou. Son chef-lieu est la ville de Junín.

## Géographie
La province couvre une superficie de 2 360,07 km2. Elle est limitée au nord par la région de Pasco, à l'est et au sud par la province de Tarma, et à l'ouest par la région de Lima et la province de Yauli.

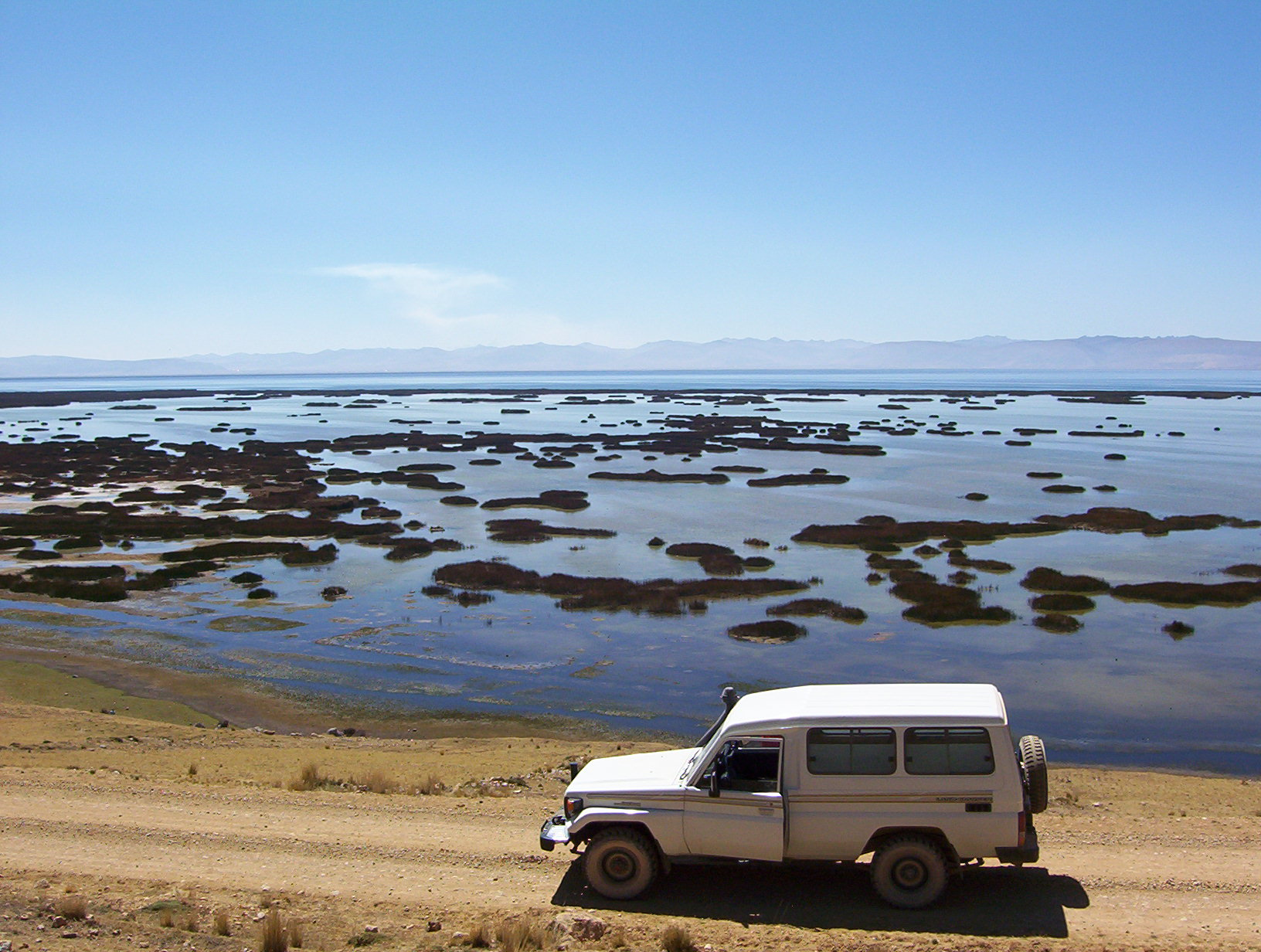
Lac Junin

## Histoire
C'est sur le territoire de la province qu'eut lieu la fameuse bataille de Junín, l'un des derniers affrontements qui opposèrent les armées royales et les armées qui luttaient pour l'indépendance, au cours de la guerre d'indépendance du Pérou. La bataille eut lieu dans la Pampa de Junin, le 6 août 1824. La victoire souleva le moral des troupes indépendantistes.

## Population
La population de la province s'élevait à 30 187 habitants en 2007.

## Subdivisions
La province de Junín est divisée en quatre districts :
- Carhuamayo
- Junín
- Ondores
- Ulcumayo